# Juin 1963

## Évènements
- Viêt Nam : révolte bouddhiste (manifestations, immolations par le feu).

- 1er juin : Jomo Kenyatta (KANU) devient Premier ministre du Kenya.
- 3 juin : décès du pape Jean XXIII
- 4 juin : émeutes en Iran. Arrestation et exil en Irak après 8 mois de prison de l’ayatollah Rouhollah Khomeini, critique virulent du projet de modernisation du chah.

- 5 juin (Royaume-Uni) :
  - affaire Profumo. Le ministre de la Guerre John Profumo est contraint à la démission après la découverte de sa liaison avec Christine Keeler, une call-girl servant d’espionne aux Soviétiques.
  - pendaison de Nora Parham au Honduras britannique, colonie anglaise. Parham reste la seule femme connue exécutée au Belize.

- 7 juin : inauguration à Touba (Sénégal) de la plus grande mosquée du monde noir[réf. nécessaire], construite par la confrérie des Mourides, créée par Ahmadou Bamba.

- 9 juin : 
  - Fernando Belaúnde Terry gagne les élections au Pérou. Nationaliste et progressiste, il négocie avec la compagnie pétrolière américaine IPC et lance des réformes fiscales et agraires. Cette dernière déçoit de nombreux paysans dépourvus de terres. L’agitation dans les campagnes est aggravée par les activités de guérilleros (fin de mandat en 1968).
  - Formule 1 : Grand Prix de Belgique.

- 11 juin : le bonze vietnamien Thích Quảng Đức s'immole à Saigon, pour protester contre les persécutions anti-bouddhistes du régime de Ngô Dinh Diêm.

- 14 juin : publication des « 25 points » (Grande polémique)[1] de Mao Zedong contre la ligne adoptée par l’Union soviétique.

- 15 juin : 
  - ouverture du premier hypermarché en France à Ste-Geneviève-des-Bois, dans l'Essonne : il s'agit d'un Carrefour.
  - Départ de la trente et unième édition des 24 Heures du Mans.

- 16 juin : victoire de Lorenzo Bandini et Ludovico Scarfiotti aux 24 Heures du Mans.

- 17 juin : élection générale albertaine

- 21 juin : la flotte française de l'Atlantique se retire du commandement intégré de l'OTAN.

- 22 juin :
- Élection du pape Paul VI (Gian Battista Montini) (fin en 1978). Il représente la tendance médiane du concile Vatican II. Il accepte les innovations, mais entend aussi conserver les bases qui ont assuré la pérennité du catholicisme.
  - Signature de cinq accords de réconciliation entre le Sénégal et le Mali[2].
  - France : nuit de « Salut les Copains », place de la Nation à Paris.

- 23 juin (Formule 1) : Grand Prix automobile des Pays-Bas.

- 26 juin : voyage triomphal de John F. Kennedy en Europe et à Berlin, accueilli par une immense foule sur la Rudolph Wilde Platz, il prononce une allocution « Ich bin ein Berliner »[3].

- 30 juin (Formule 1) : Grand Prix automobile de France.

## Naissances
- 1er juin : Luis Almagro, politicien uruguayen.
- 3 juin : 
  - Rudy Demotte, homme politique belge de langue française.
  - Seyni Kouyaté, musicien, chanteur et auteur compositeur guinéen.
- 7 juin : Roberto Alagna, ténor franco-italien.
- 9 juin : Johnny Depp, acteur et réalisateur américain.
- 12 juin : 
  - Philippe Bugalski, Pilote de rallye français († 10 août 2012).
  - T. B. Joshua, pasteur charismatique, télévangéliste et philanthrope Nigérian († 5 juin 2021).
- 13 juin : 
  - Bettina Bunge, joueuse de tennis allemande.
  - Félix Tshisekedi, président de la République Démocratique du Congo depuis 2019 et Président de l'Union africaine depuis 2021.
- 14 juin : Jean-Michel Poulet, parachutiste français.
- 16 juin : 
  - Nina Petri, actrice allemande.
  - « El Texano » (David Renk), matador américain.
- 18 juin : Christian Vadim, acteur français, fils de Roger Vadim et de Catherine Deneuve.
- 22 juin :
  - Ludo Philippaerts, cavalier belge.
  - Laurent Petit, chef cuisinier français.
  - Randy Couture, Pratiquant d'arts martiaux américain.
- 23 juin: 
  - Colin Montgomerie, golfeur écossais.
  - Iris Andraschek-Holzer, artiste contemporaine autrichienne.
- 25 juin : 
  - Doug Gilmour, joueur de hockey.
  - George Michael, chanteur britannique.
- 26 juin : 
  - Mikhaïl Khodorkovski, oligarque russe.
  - Doushka Esposito, chanteuse et animatrice française.
  - Jean-François Malet, acteur français.
- 27 juin : Fernando Lozano, matador espagnol et mexicain.
- 29 juin : 
  - Pierre Ménès, journaliste sportif.
  - Anne-Sophie Mutter, violoniste allemande.

## Décès
- 3 juin : Pape Jean XXIII (Angelo Giuseppe Roncalli), pape italien (° 1881).
- 8 juin : Gaston Ramon, scientifique français, découvreur du vaccin Antidiphtérique (° 1886).
- 9 juin : Jacques Villon (Gaston Duchamp), peintre et graveur français.